# Luca Zufferli
Luca Zufferli (San Daniele del Friuli, 7 settembre 1990) è un arbitro di calcio italiano.

## Carriera

### Anni 2010
Dopo una breve esperienza da calciatore, decide di intraprendere la carriera arbitrale, che culmina nella stagione 2013/14 con la promozione in Serie D. Nella stagione 2014/15 dirige 12 partite di Serie D, 1 di Campionato U17 e 1 della fase a gironi della Viareggio Cup. Nella stagione 2015/16, la sua seconda e ultima in CAN D, dirige in Serie D 18 partite, 2 nel Campionato U17 e una in Viareggio Cup, sempre nella fase a gironi. Nell'estate 2016, ottiene la promozione dalla CAN D alla CAN C. Alla sua prima stagione in Serie C, la 2016/17, viene designato come arbitro per 12 partite di Serie C, 2 per la Coppa Italia Serie C e 13 del Campionato Primavera. Trascorre in Serie C anche le stagioni 2017/18, 2018/19 e 2019/20, in cui dirige complessivamente 51 gare di Serie C, 20 del Campionato Primavera, 4 di Coppa Italia Serie C, 2 di Coppa Italia Primavera e 1 di Supercoppa Serie C.

### Anni 2020
La stagione 2020/21 è l'ultima che trascorre in CAN C: viene designato per dirigere 19 gare di Serie C, tra cui la finale playoff Padova-Alessandria, 2 in Campionato Primavera tra cui la finale Supercoppa Primavera Atalanta U19-Fiorentina U19, e alla fine della stagione esordisce in Serie B alla 38ª giornata dirigendo Vicenza-Reggiana. Nell'estate 2021 viene promosso in CAN A-B: dirigerà sia in Serie A che in Serie B. Nella sua prima stagione da arbitro della CAN A-B non esordisce in Serie A: dirige 6 partite di Serie B e 2 di Coppa Italia, ma ottiene 9 presenze in Serie A come quarto ufficiale.
Nell'ambito di una collaborazione tra l'AIA e la Federazione Cipriota, il 4 maggio 2022 è VAR in Achnas-AEK Larnaca, semifinale di ritorno della Coppa Nazionale di Cipro, diretta dall'italiano Giovanni Ayroldi.
Nella stagione 2022/2023 dirige 3 partite in Serie A, 2 in Coppa Italia e 10 in Serie B.
Il 26 aprile 2023, nell'ambito di una collaborazione tra l'AIA e la Federazione Cipriota, è VAR in AEL Limassol-Olympiakos Nicosia, semifinale della Coppa Nazionale di Cipro, diretta dall'italiano Federico La Penna.
A fine maggio 2023, nell'ambito di una collaborazione tra l'AIA e la Federazione Cipriota, è chiamato a dirigere due partite del massimo campionato di Cipro: arbitra Anorthosis-Paralimini, con al VAR l'italiano Daniele Paterna ed è VAR in Omonia Nicosia-AEK Larnaca, diretta da Paterna.
Il 22 ottobre 2023, nell'ambito di una collaborazione tra l'AIA e la Federazione Cipriota, coadiuva al VAR l'arbitro italiano Matteo Marcenaro in APOEL Nicosia-AEK Larnaca, partita del massimo campionato di Cipro.
A novembre 2023, nell'ambito di una collaborazione tra l'AIA e la Federazione Cipriota, svolge il ruolo di VAR in due partite del massimo campionato di Cipro: l'11 novembre in Nea Salamina-Doxa e il 12 novembre in AEL Limassol-AEK Larnaca.
Nell'ambito di una collaborazione tra l'AIA e la Federazione Cipriota, il 2 dicembre 2023 dirige Anorthosis-AEK Larnaca, il 3 dicembre è VAR in Karmiotissa-Zakakiou e il 4 dicembre è nuovamente VAR in AEL Limassol-Aris Limassol, tutte e tre gare del massimo campionato di Cipro.